# Non c'è festa senza Rex
Non c'è festa senza Rex (Partysaurus Rex) è un cortometraggio animato del 2012 diretto da Mark Walsh.
Prodotto dagli Pixar Animation Studios e mostrato nei cinema insieme alla riedizione in 3D del film Alla ricerca di Nemo, è il terzo cortometraggio Pixar ambientato nell'universo di Toy Story, dopo Vacanze hawaiiane e Buzz a sorpresa.

## Trama
Rex viene scelto da Bonnie per una sessione di gioco nella vasca da bagno. Lì, Rex viene venerato dagli altri giocattoli, creati appositamente per il bagno e privi di braccia. Una volta finito il bagno, i giocattoli rimangono soli e, su richiesta degli altri, Rex dà il via a un rave party alzando il livello dell'acqua nella vasca. La festa prende una brutta piega quando l'acqua minaccia di travalicare inondando i pavimenti. Rex cerca di risolvere il problema ma il livello dell'acqua è ormai fuori controllo. La madre di Bonnie è costretta a chiamare gli idraulici per riparare i danni. Rex si è goduto la breve esperienza di giocattolo famoso e la sua fama di festaiolo si è diffusa tra i giocattoli del giardino che lo invitano a organizzare una festa nella piscina gonfiabile.